# Северова дорога

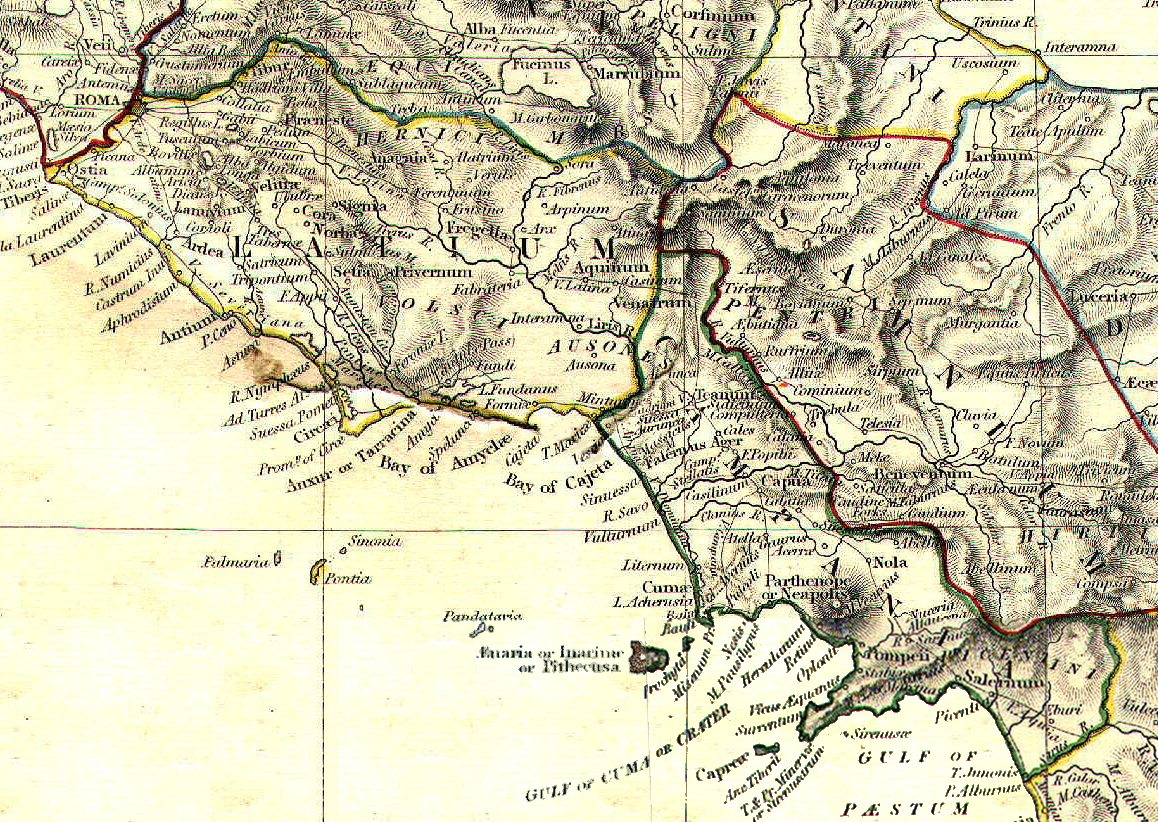
Северова дорога

Северова дорога (лат. Via Severiana) — римська дорога довжиною близько 80 римських миль (приблизно 118 км), що вела з Лаціуму (тепер Лаціо) в Кампанію. Вона йшла від Остії до Террачини вздовж узбережжя.
Була збудована в 198 році імператором Луцієм Септимієм Севером, звідки й походить її назва. Існують припущення, що це була не нова дорога, а реконструйована стара.
Від Северової дороги дійшло дуже мало залишків. Знайдені залишки принаймні одного римського мосту вздовж дороги, який перетинає р. Нумікус (лат. Numicus) за два кілометри на південний схід від Остії.